# Викторианская сказочная живопись
Викторианская сказочная живопись (или викторианская волшебная живопись, англ. Victorian Fairy Painting, иногда — англ. Fairy painting, от англ. Fairy — маленькое сказочное существо, которое выглядит как человек с крыльями и имеет магическую силу; фея, эльф) — направление в британской живописи 2-й половины XIX века. Впервые в Новейшее время определил значение викторианской сказочной живописи и выделил её в самостоятельное художественное направление британский историк искусства Джереми Маас. Существуют различные варианты понимания и перевода на русский язык английского термина Fairy painting: «волшебная живопись» и «сказочная живопись». При этом термин «сказочная живопись» включает изображение волшебных существ и сюжетов из фольклора (и воображения самого автора), а также изображения животных, птиц, насекомых, которые включены в сказочные сюжеты.

## Истоки и причины возникновения

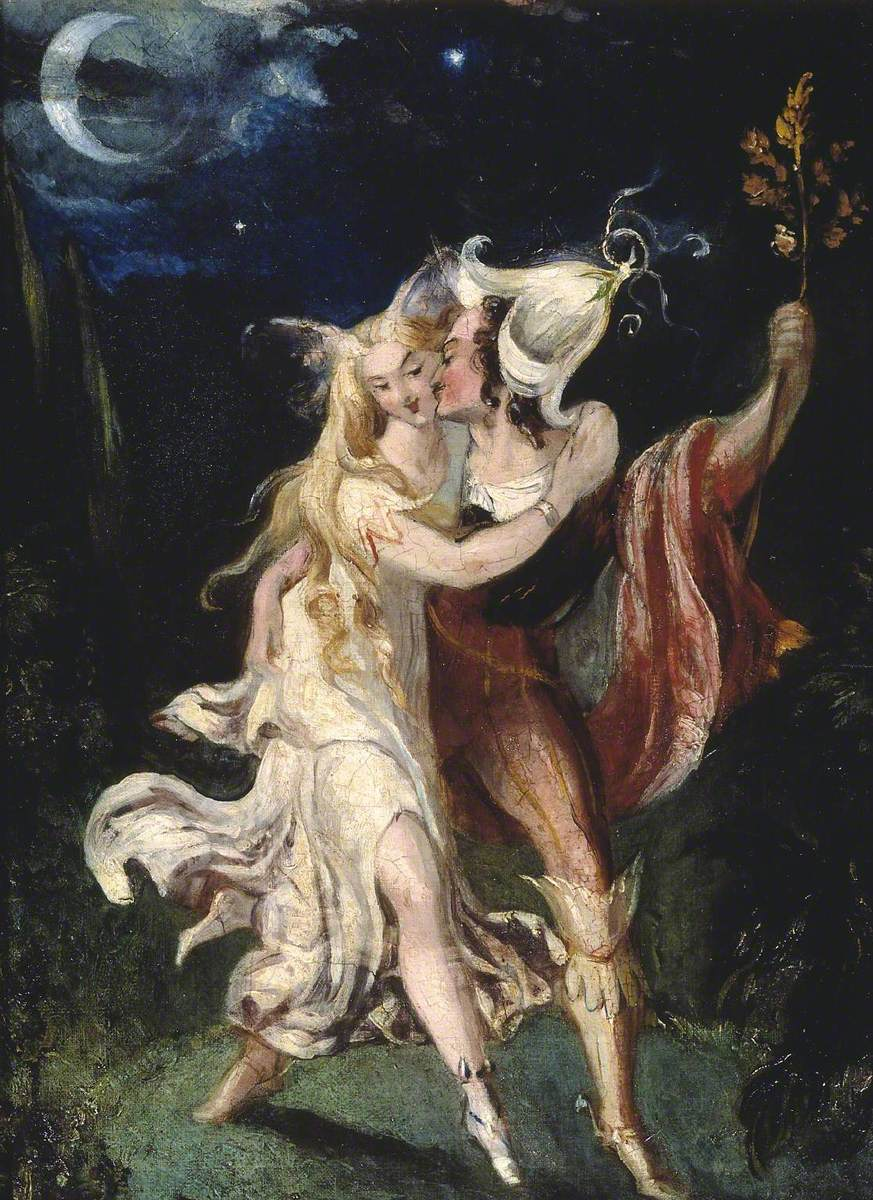
Теодор фон Холст. Волшебные любовники, около 1840

Истоки Fairy painting относятся к концу XVIII — начале XIX века, к так называемому Готическому Возрождению в романтизме, в живописи к нему относят творчество Иоганна Генриха Фюсcли (1741—1825), его рано умершего ученика Теодора фон Холста (1810—1844), а также Уильяма Блейка (1757—1827), наполненное фантастическими образами и галлюцинациями.
Исследователи выделяют ряд причин появления Fairy painting. Среди них:
- Установление господства романтизма в английской культуре и его интерес к фольклору Британских островов. Появились сборники британских сказок и легенд, были опубликованы на английском языке в 1823 году «Детские и бытовые сказки» братьев Гримм. Мода на сказки пробудила фантазию британских писателей: «Приключения Алисы в Стране чудес» Льюиса Кэрролла (1865, интерес представляют рисунки самого писателя в тексте его первой рукописи этой книги), «Счастливый принц» Оскара Уайльда (1888)… Эти сборники и отдельные сказки предоставляли художникам широкий выбор сюжетов для Fairy painting[4].
- По мнению историка искусства Джереми Мааса Fairy painting близка викторианскому подсознанию: в нём скрыто желание вырваться из однообразности повседневной жизни; новое отношение к сексу, которое сковывается религиозными догмами; подсознательное отвращение к фотографии. В этом отношении Fairy painting — бунт против настоящего. Художники видели выход в возвращении к прошлому — к уютной сельской жизни древности[5].
- Фантастическая традиция британской литературы (поэтические произведения Эдмунд Спенсера «Королева фей» и Александра Поупа «Похищение локона») в сочетании с инновациями в сфере театральной техники — пьесы Уильяма Шекспира «Сон в летнюю ночь» и «Буря», теперь шли на сцене в условиях газового освещения и электричества, что позволяло разработать необычные эффекты, вдохновлявшие художников. В 1863 году спектакль с участием Эллен Терри представил зрителям Титанию верхом на механическом грибе[2].
- Р. А. Шиндлер отмечает потребность возникшего в это время среднего класса в новых видах искусства. Его не удовлетворяли сюжеты и приёмы академической живописи. Средний класс тянулся к простым народным фантазиям — к сказкам, ему хотелось возвести своё происхождение к более древним, чем аристократия, родам, может быть, даже к царским фамилиям самой глубокой древности, отсюда — интерес к древним мифам и легендам Британии (как англосаксов, так и кельтов). У этого жанра был и круг восторженных почитателей, готовых тратить крупные деньги на приобретение полотен и способных на публикацию статей в авторитетных журналах: королева Виктория, Чарльз Диккенс, Джон Рёскин, Льюис Кэрролл[5].
- Т. Уиндлинг отмечает как причину неприятие частью общества промышленной революции. Пантеизм, тяга к старине, к мировой гармонии, к единству человека и природы, противопоставлялись бездушному индустриальному обществу, буржуазному прогрессу[5].
- Интерес к спиритуализму, характерный для викторианской эпохи. Возникла литературоведческая и философская мифологическая школа, которая объясняла схожесть фольклора общими религиозными представлениями древних народов, интерес к её выводам объединял многих художников «сказочной живописи»[4].
- Причиной также считают повсеместное использование в Великобритании этого времени лекарств-опиатов, порождавших фантастические образы и видения. Для некоторых художников это была возможность облечь в сказочную форму свои эротические фантазии и сюжеты своих сновидений[2].

## Круг художников викторианской сказочной живописи

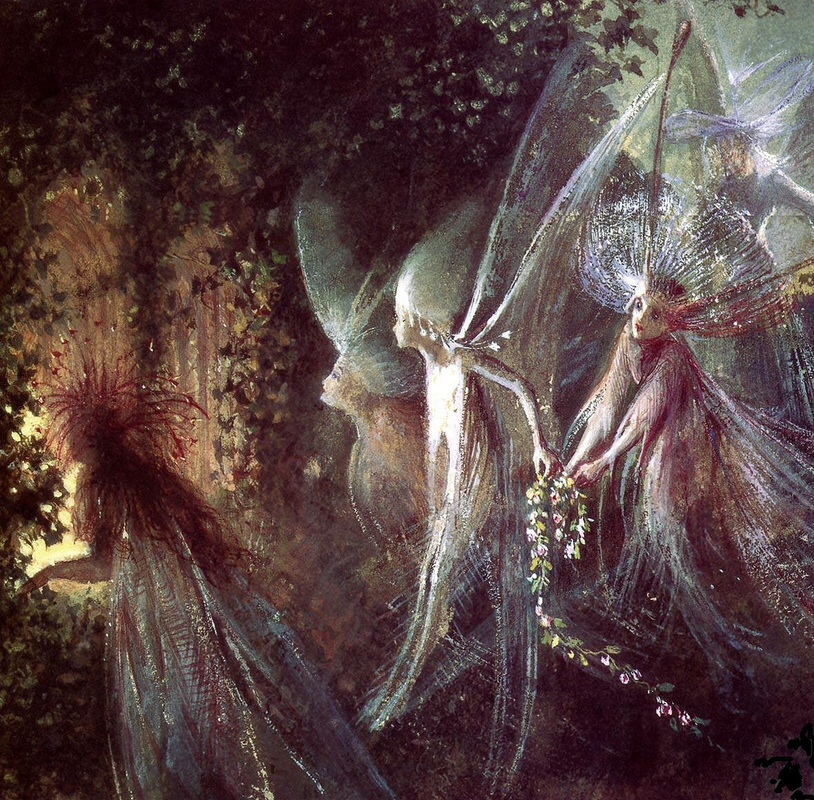
Джон Анстер Фицджеральд. Феи, смотрящие в готическую арку, около 1860

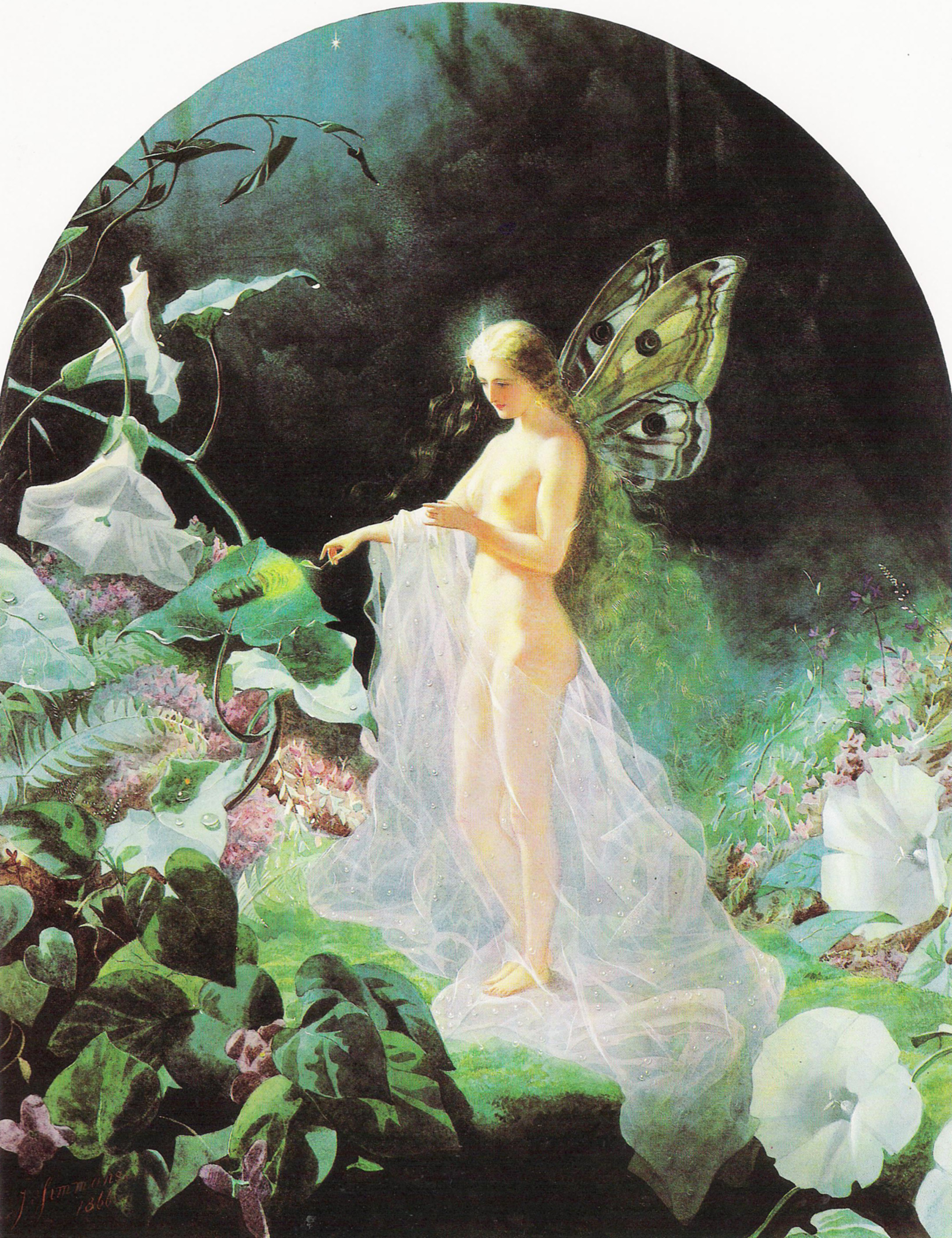
Джон Симмонс. Титания

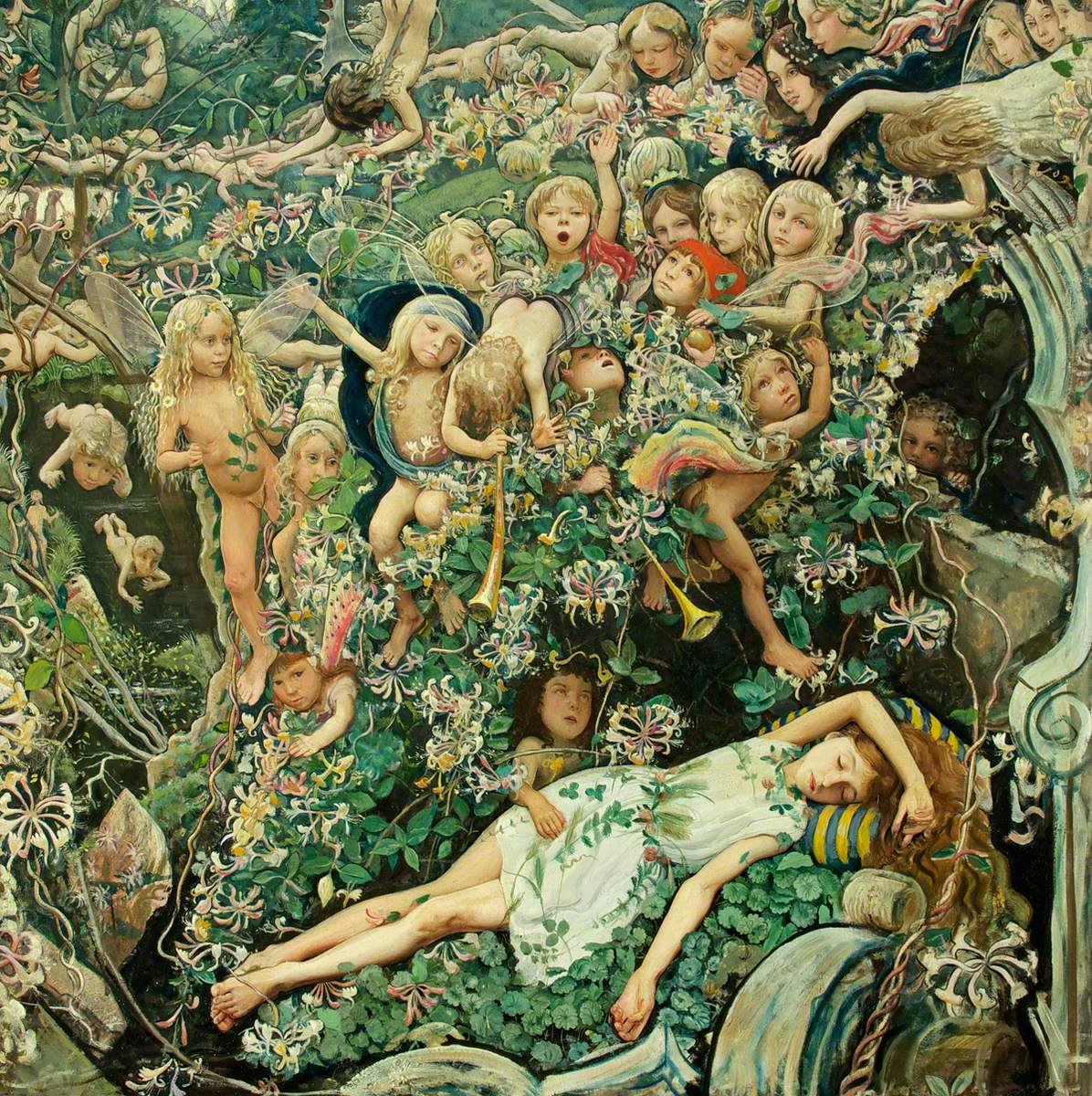
Марк Ланселот Симонс. A Fairy Tale, 1935

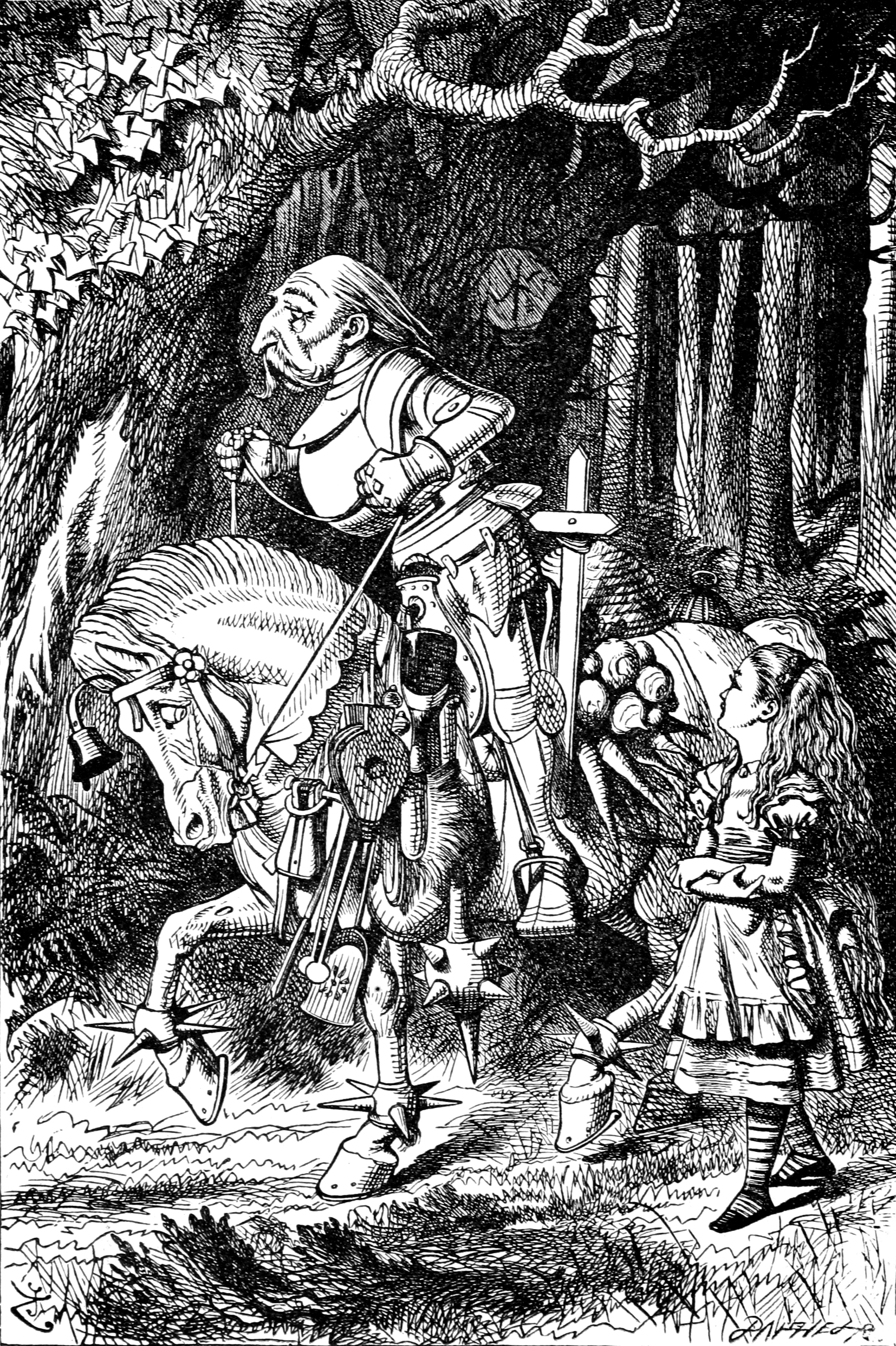
Белый Рыцарь в «Алисе в Зазеркалье» — автопортрет Тенниелa

Большинство художников Fairy painting писали картины на сюжеты «сказочных» шекспировских пьес «Сон в летнюю ночь» и «Буря», на фольклорные сюжеты и сюжеты волшебных сказок. Первоначально это направление было связано преимущественно со станковой живописью, позже — с книжной графикой.

### Fairy paintingв станковой живописи
По мнению искусствоведов, первым викторианским художником, создавшим подобные работы и получившим признание критики именно за свои сказочные картины, был Ричард Дадд (1817—1886). Картина «Спящая Титания» создана художником в 1841 году одновременно с другой картиной на сюжет «Сна в летнюю ночь» — «Пак». «Спящая Титания» неоднократно была представлена на выставках: 1841 год в Королевской Академии художеств в Лондоне (Летняя выставка, экспонат № 207, здесь картина имела широкий успех и привлекла к художнику внимание лорда Томаса Филиппса, который предоставил Дадду средства для путешествия на Ближний Восток и в Египет), в Манчестере (Художественные сокровища Соединенного Королевства, 1857, экспонат № 477), в Лондоне. В августе 1843 года, увидев в своём отце воплощение дьявола, Дадд убил его ножом (перерезав ему горло и добив ударом ножа в грудь) и направился в Париж; по пути он пытался убить ещё одного человека, был схвачен во Франции полицией. Современные исследователи предполагают, что он страдал от шизофрении (видимо, он был к ней предрасположен генетически — жертвами умственного расстройства стали все его братья), либо от биполярного расстройства. Дадда поместили в психиатрическую клинику Бедлам, а в 1864 году перевели в Бродмур. В лечебницах Дадд продолжал заниматься живописью, создал миниатюрные, тщательно выписанные, фантастические по сюжету, атмосфере и колориту полотна «Спор: Оберон и Титания» (1854—1858), «Мастерский замах сказочного дровосека» (1855—1864).
Среди наиболее известных художников этого направления: Джозеф Ноэль Пэтон, Дэниэл Маклис, Джон Анстер Фицджеральд. Картинам Джона Анстера Фицджеральда свойственен зловещий и трагический характер. Искусствоведы объясняют это ирландской фольклорной традицией изображения волшебных персонажей злыми, а не добрыми, а также воздействием наркотиков, которые, вероятно, употреблял художник. Некоторые его картины — «Мистика снов» (англ. The stuff Dreams are Made, 1858), «Пленённая мечтательница» (англ. The Captive Dreamer, 1856), позволяют предположить знакомство с опием и лауданумом. В этих картинах появляются гоблиноподобные фигуры, разносящие прозрачные бокалы с загадочным напитком и склянки, в которых в викторианскую эпоху продавали в аптеках лауданум. Художнику принадлежит цикл о таинственных существах сказочного мира, в частности о конфликте сказочного мира и Малиновки (в русском языке иногда её переводят как имя собственное Робин, в английском языке она — символ Рождества с середины XIX века): «Малиновка, защищающая свое гнездо», «Пленённая Малиновка», а особенно — «Кто убил Малиновку?» (англ. Who killed Cock Robin?), «Похороны феи» (англ. The Fairy’s Funeral, 1864), «Корабль фей» (англ. The Fairies Barque, 1860). Искусствоведы отмечают тщательно выписанных птиц, цветы и насекомых, которым противостоят небрежно набросанные фигуры человекоподобных сказочных персонажей.
Джон Симмонс изображал обнажённую натуру (чаще всего — Титанию), которую он включал в фантастический пейзаж, служивший ей декоративным обрамлением, критики единодушно отмечали преднамеренный эротизм его полотен. Большинство картин Симмонса просты по композиции и обычно изображают одну или две фигуры в обрамлении из листвы, причудливых цветов или зарослей вьюнка. Каталог аукциона Bonhams утверждает, что художник изображает «Королеву фей как стандарт викторианской женской красоты». Художник стирает границы между реальностью и мечтой, он создает поэтическое видение пьесы Шекспира. Каталог цитирует Шарлотту Гир, которая отмечает параллели творчества Симменса с ориентализмом и его сложные отношения со зрителем-вуайеристом. Картины Симмонса на сказочные сюжеты дают сюрреалистический эффект от умелого использования света и реалистичных деталей, которые он использует для изображением животных и растений.
Отдельные работы в сказочном жанре создали прерафаэлиты: Джон Эверетт Милле («Фердинанд, зачарованный Ариэлем»), Артур Хьюз, Уильям Белл Скотт. Некоторые работы Джона Аткинсона Гримшоу и Джозефа Уильяма Тёрнера близки этому направлению.
Некоторые художники, как например Марк Ланселот Симонс, продолжали работать в рамках этого направления и позже. Картина Марка Ланселота Симонса «A Fairy Tale» основана на эпизоде из пьесы Уильяма Шекспира «Сон в летнюю ночь». На картине, однако, изображены не королева фей в окружении её приближённых, как это должно следовать из сюжета, а маленькие обнажённые дети в лесу среди цветов, играющие друг с другом, не подозревая о грозящей им опасности и событиях, которые им ещё только предстоит пережить, и спящая среди них девочка. Симонс был глубоко религиозен, интерес к сказочной тематике и миру фей сочетался у него с широкой общественной религиозной деятельностью, он состоял в добровольной международной ассоциации римско-католической церкви Catholic Evidence Guild, выступал в качестве её представителя на диспутах в Гайд-парке в Лондоне.

### Сказочная живопись в викторианской книжной графике
К концу викторианской эпохи сказочная живопись сменила сферу своего существования, перейдя из станковой живописи в книжную графику, к подобным примерам обычно относят художников Артура Рэкема («Пак с холмов Пука» Редьярда Киплинга; совместная работа Рэкема и Джеймса Мэтью Барри «Питер Пэн в Кенсингтонском саду», 1867—1939), Эдмунда Дюлака (1882—1953), Генри Джастиса Форда (1860—1941).
Наиболее ярким примером подобной графики некоторые искусствоведы считают творчество Луиса Уильяма Уэйна (1860—1939). Его специфическому увлечению антропоморфными кошками способствовали трагические события личной жизни. Его молодая супруга заболела раком и была прикована к кровати, семья испытывала серьёзные финансовые проблемы. Единственным утешением в ней стал котёнок, которого художник обучал носить очки, сидеть перед книгой, делая вид, что читает. Именно умирающая супруга убедила мужа предоставить рисунки для публикации. Кошки на рисунках носят человеческую одежду, широко улыбаются и используют человеческую мимику, музицируют, играют в карты, курят, загорают на пляже. Художник писал: «Я… просто рисую людей в их обычных позах, как кошек, наделяя их как можно более человечными чертами. Это придаёт моим работам двойственную натуру, и я считаю их своими лучшими шутками». У художника, который всегда считался оригиналом, обнаружилось психическое расстройство, оно стремительно прогрессировало, Уэйн начал страдать от галлюцинаций. Последние годы жизни художник провёл в психиатрической лечебнице. Кошки в его последних работах теряют антропоморфные черты и превращаются в абстрактные узоры.
Первые издания сказок Льюиса Кэрролла проиллюстрировал художник Джон Тенниел. Работа над иллюстрациями к книгам Кэрролла проходила в постоянных спорах художника с писателем. Так, например, изображение Белого Рыцаря (шахматного коня), которого Кэрролл считал своим alter ego, в итоге превратилось в стилизованный автопортрет самого Тенниела. Лев и Единорог — шаржи на известных в то время политиков, премьер-министра консерватора Бенджамина Дизраэли и лидера либеральной партии Уильяма Гладстона. Современники восприняли иллюстрации с недоумением. Один из них писал: «Иллюстрации мистера Тенниела грубоваты, мрачны, неуклюжи, несмотря на то, что художник чрезвычайно изобретателен и, как всегда, почти величествен».
Артур Рэкем — английский художник, который проиллюстрировал практически всю классическую детскую литературу на английском языке («Ветер в ивах», «Алиса в Стране чудес», «Питер Пэн в Кенсингтонском саду»), а также «Сон в летнюю ночь» Шекспира. Он неоднократно удостаивался золотых медалей на всемирных выставках. В 1914 году прошла его персональная выставка в Лувре. Рэкем был в первую очередь блестящим рисовальщиком, отдавая предпочтение прихотливо извивающимся линиям. Его мир населяют причудливые создания вроде гномов, эльфов и фей, в чертах некоторых угадывается портретное сходство с автором. Цвета же смягчены и играют подчинённую роль
Карикатурист и иллюстратор Томас Майбанк активно работал над сказочными образами между 1898 и 1912 годами в станковой живописи, позже он переключился на книжную графику и создал иллюстрации к пьесе Уильяма Шекспира «Сон в летнюю ночь». Особую популярность приобрело издание «Приключений Алисы в стране чудес» Льюиса Кэрролла, опубликованное в 1907 году и иллюстрированное художником. Он создал также иллюстрации для поэмы Майкла Дрейтона (1563—1631) «Нимфидия, или двор фей» (1627, англ. «Nymphidia, the Court of Fairy»).
Книжная графика Фредерика Кейли Робинсона вдохновляется образами Мориса Метерлинка (с которым он был лично знаком), творчеством прерафаэлитов и образцами французского символизма, однако продолжает традиции викторианской сказочной живописи.

## Возрождение сказочной живописи в конце XX — начале XXI века
Интерес к фантастическому искусству и литературе с 70-х годов XX века вызвал возрождение сказочной темы в живописи, часто в новых контекстах. К авторам работ, вдохновлённых викторианской сказочной живописью, обычно относят: Стефани Пуи-Мун Ло, Брайана Фрауда, работы которого легли в основу фильмов «Тёмный кристалл» и «Лабиринт». Увлечение образами эльфов и фей охватило образцы одежды, керамики, скульптуру, рукоделие. Иногда рост популярности Fairy painting соотносят с развитием движения New Age.
Вышли искусствоведческие работы: в 1997 году Джереми Мааса (1997) «Викторианская сказочная живопись» в 2000 году — Памелы Уайт Тримп и Шарлотты Гир «Викторианская сказочная живопись», в том же 2000 году — Кристофера Вуда «Феи в викторианской живописи». Прошли тематические выставки. Одной из наиболее крупных была в 1998—1999 годах «Викторианская сказочная живопись» в залах The Frick Collection, США.

## Галерея

Некоторые работы представителей направления
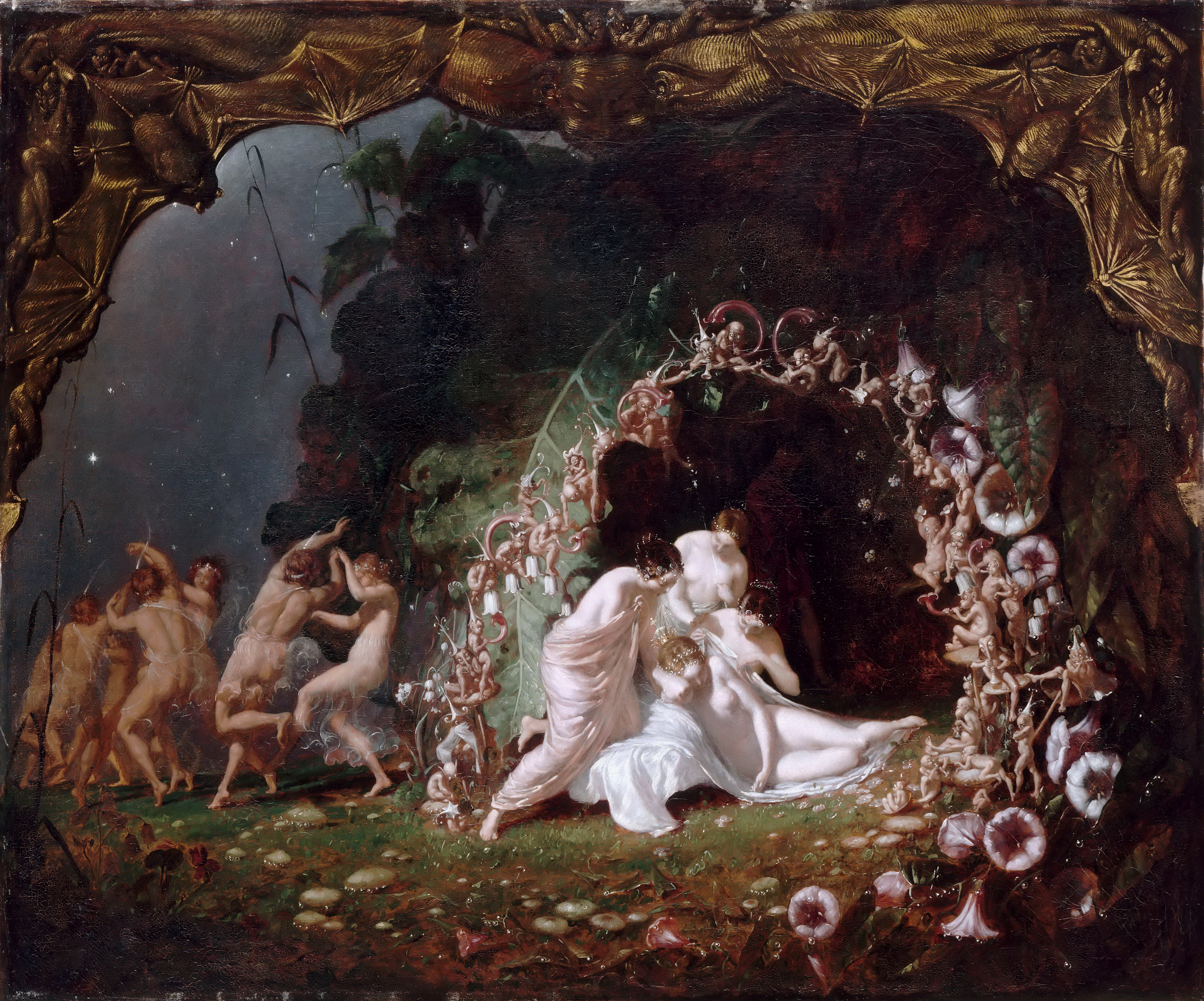
Ричард Дадд. Спящая Титания, 1841
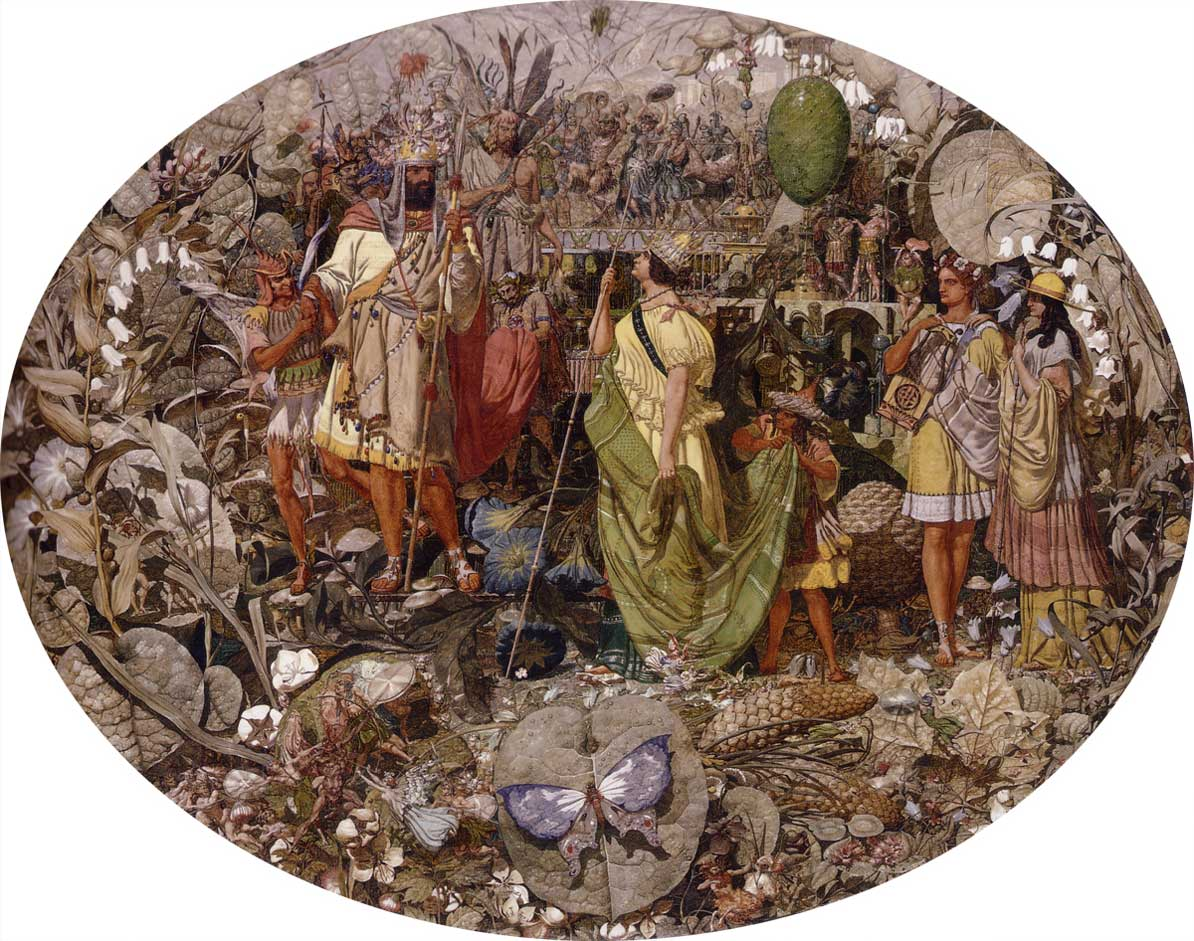
Ричард Дадд. Спор: Оберон и Титания, 1854—1858
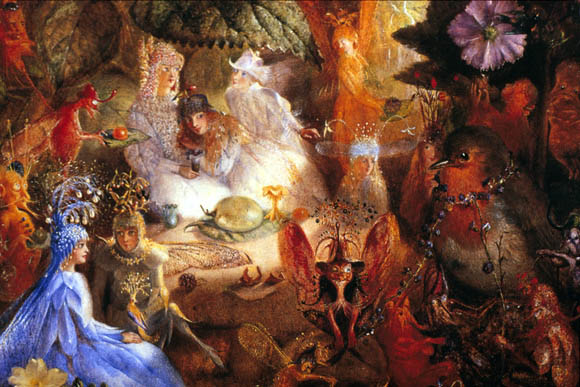
Джон Анстер Фицджеральд. Пленённая Малиновка, около 1864
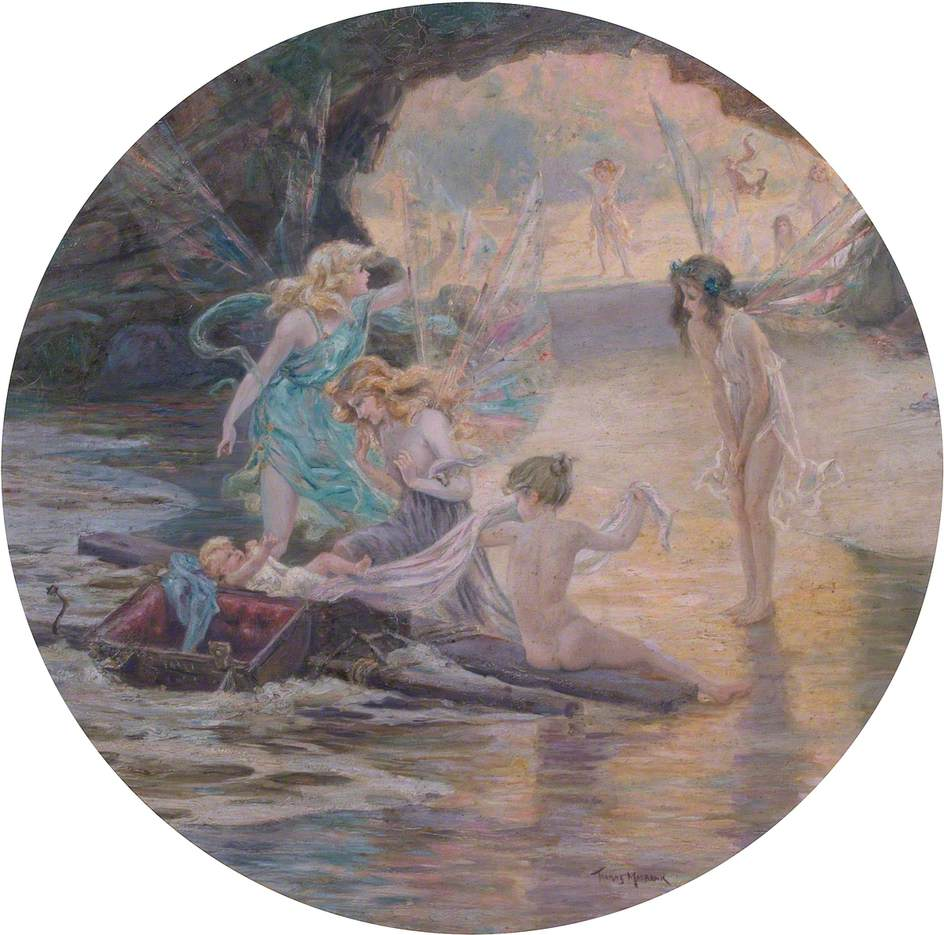
Томас Майбанк. Груз, выброшенный за борт, 1907
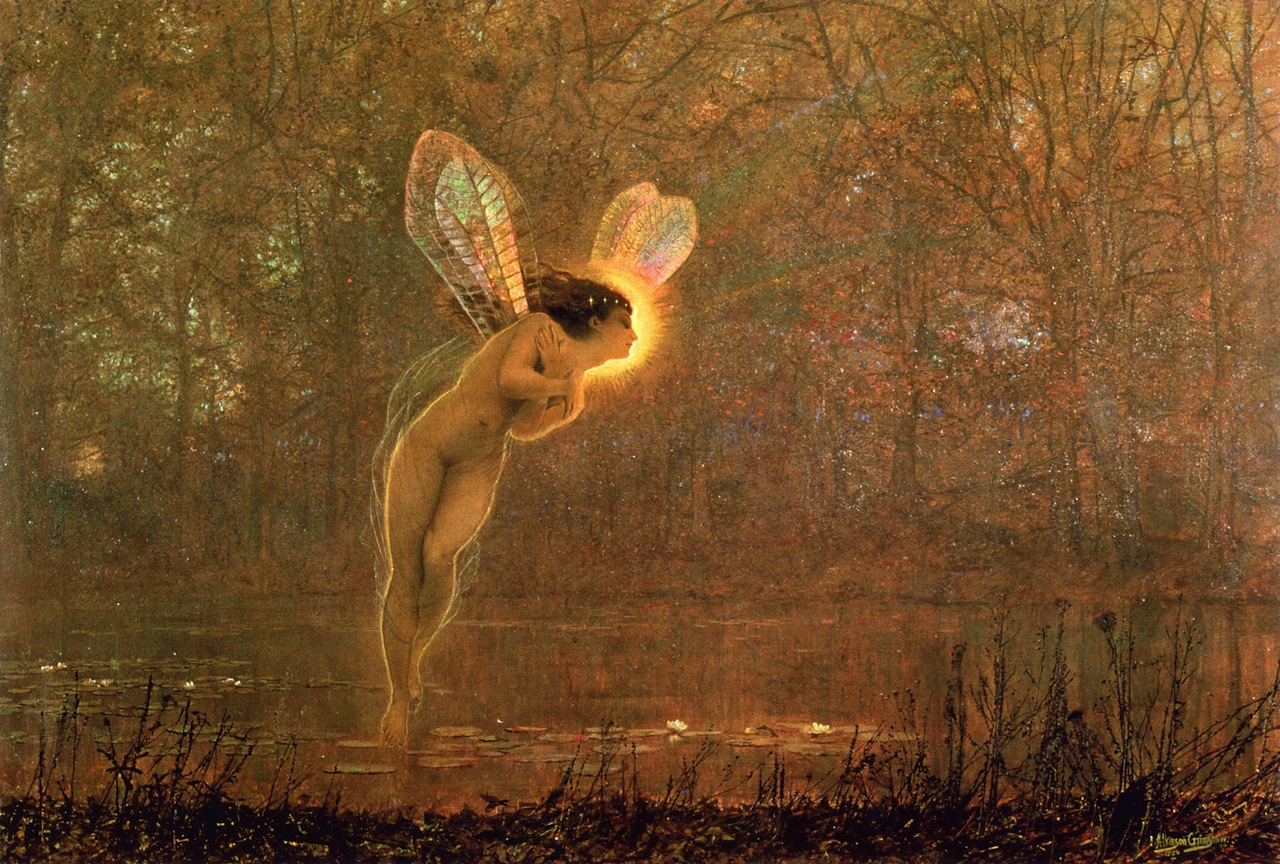
Джон Эткинсон Гримшоу. Ирис, 1886
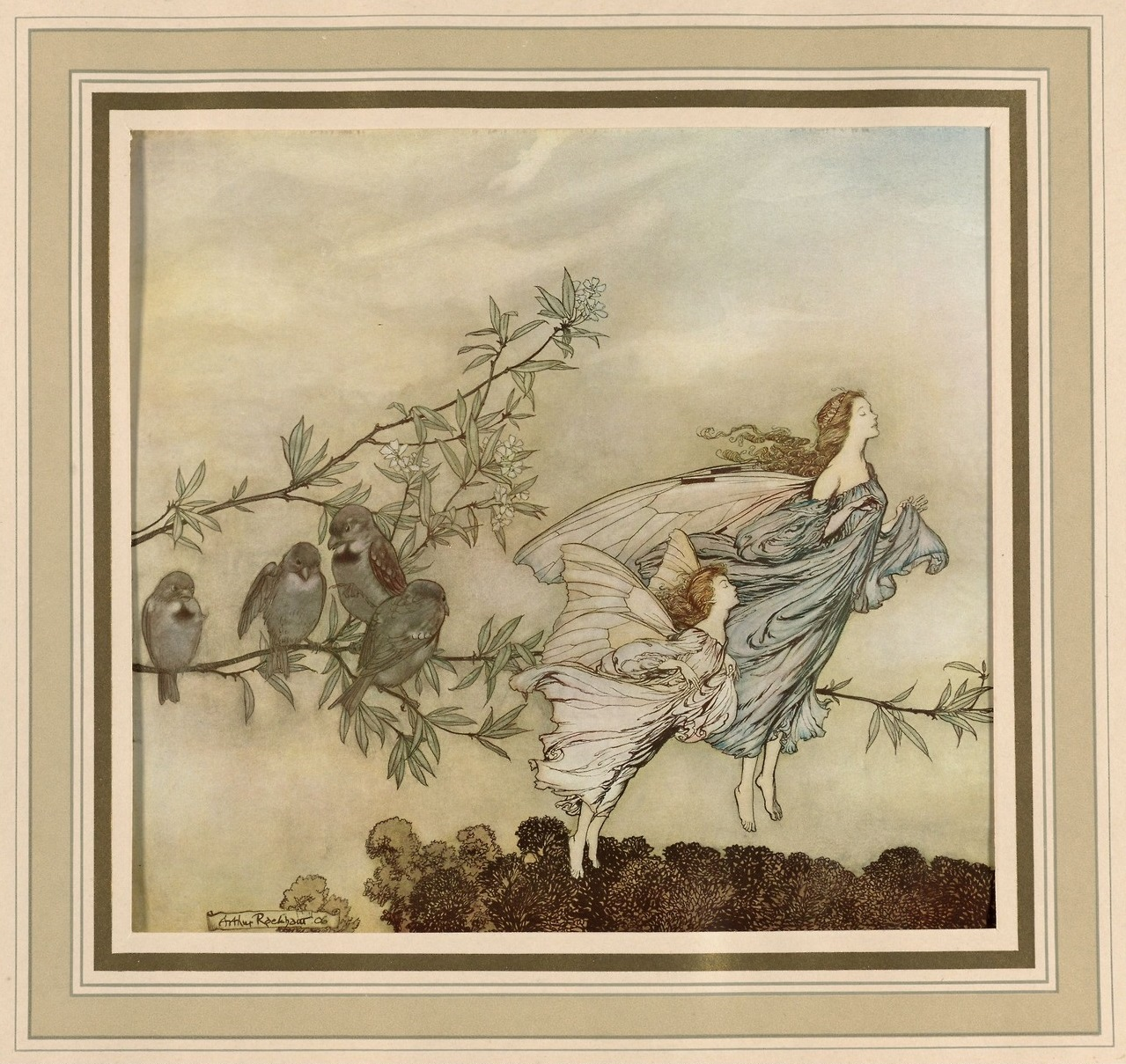
Артур Рэкем. Питер Пэн в Кенсингтонском саду